# Ricardo Solari
Ricardo Alejandro Solari Saavedra (Santiago, 1 de octubre de 1954) es un economista, académico y político chileno. Fue presidente del directorio de Televisión Nacional de Chile entre 2014 y 2018.
Militante del Partido Socialista, se ha desempeñado como ministro del Trabajo y Previsión Social en el gobierno del presidente Ricardo Lagos, y fue estrecho colaborador de Michelle Bachelet, a quien asesoró en el marco de la elección presidencial de 2005-2006.

## Familia y estudios
Se formó en la Escuela República Argentina de Santiago, en calle Vicuña Mackenna 1004, cerca de su casa de Ñuñoa, y realizó su enseñanza media en el Instituto Nacional de Santiago. Luego estudió ingeniería comercial con mención en economía en la Universidad de Chile y posteriormente se diplomó en el Programa de Formación de Investigadores de la Facultad Latinoamericana de Ciencias Sociales (Flacso).
Está casado en segundas nupcias con la periodista Milena Vodanovic. Tiene tres hijos.

## Carrera política

### Inicios y ascenso
Militante del Partido Socialista (PS) desde los 15 años, su primer cargo político fue como dirigente de la Feses, la organización de estudiantes secundarios, en 1971-1972. Integró parte del Comité Central del PS desde 1976, ejerciendo la vicepresidencia entre 1994 y 2000. Participó activamente en la campaña del No y en la elección presidencial del democratacristiano Patricio Aylwin.
El año 1990 fue nombrado subsecretario del Ministerio Secretaría General de la Presidencia, desempeñando el cargo hasta 1994. Durante el Gobierno de Eduardo Frei Ruiz-Tagle fue director del Banco del Estado.

### Gobiernos de Lagos y Bachelet
En marzo de 2000 asumió como ministro del Trabajo y Previsión Social del presidente Ricardo Lagos. Durante su gestión logró sacar adelante dos proyectos de ley emblemáticos para el Gobierno, la Reforma Laboral y el Seguro de Cesantía, pero también debió encarar los malos resultados en la creación de nuevos puestos de empleo, manteniéndose una cesantía alta aunque en disminución.
En abril de 2005 presentó su renuncia a la cartera para integrarse al comando presidencial de Michelle Bachelet, a quien conocía desde su juventud. Fue una de las figuras claves en la primera vuelta, pero el mal resultado de Bachelet (45,96%, la votación presidencial más baja de la Concertación en una presidencial hasta entonces) lo relegaron a un plano secundario en la segunda vuelta, siendo su rol ocupado principalmente por Andrés Zaldívar y Sergio Bitar.
En agosto de 2007 fue invitado a integrar el Consejo Asesor Presidencial Trabajo y Equidad creado durante el primer Gobierno de Bachelet. El objetivo de este ente era presentarle al Ejecutivo propuestas para impulsar el desarrollo del mundo laboral chileno de una manera más ecuánime.

### Consultor y presidente de TVN

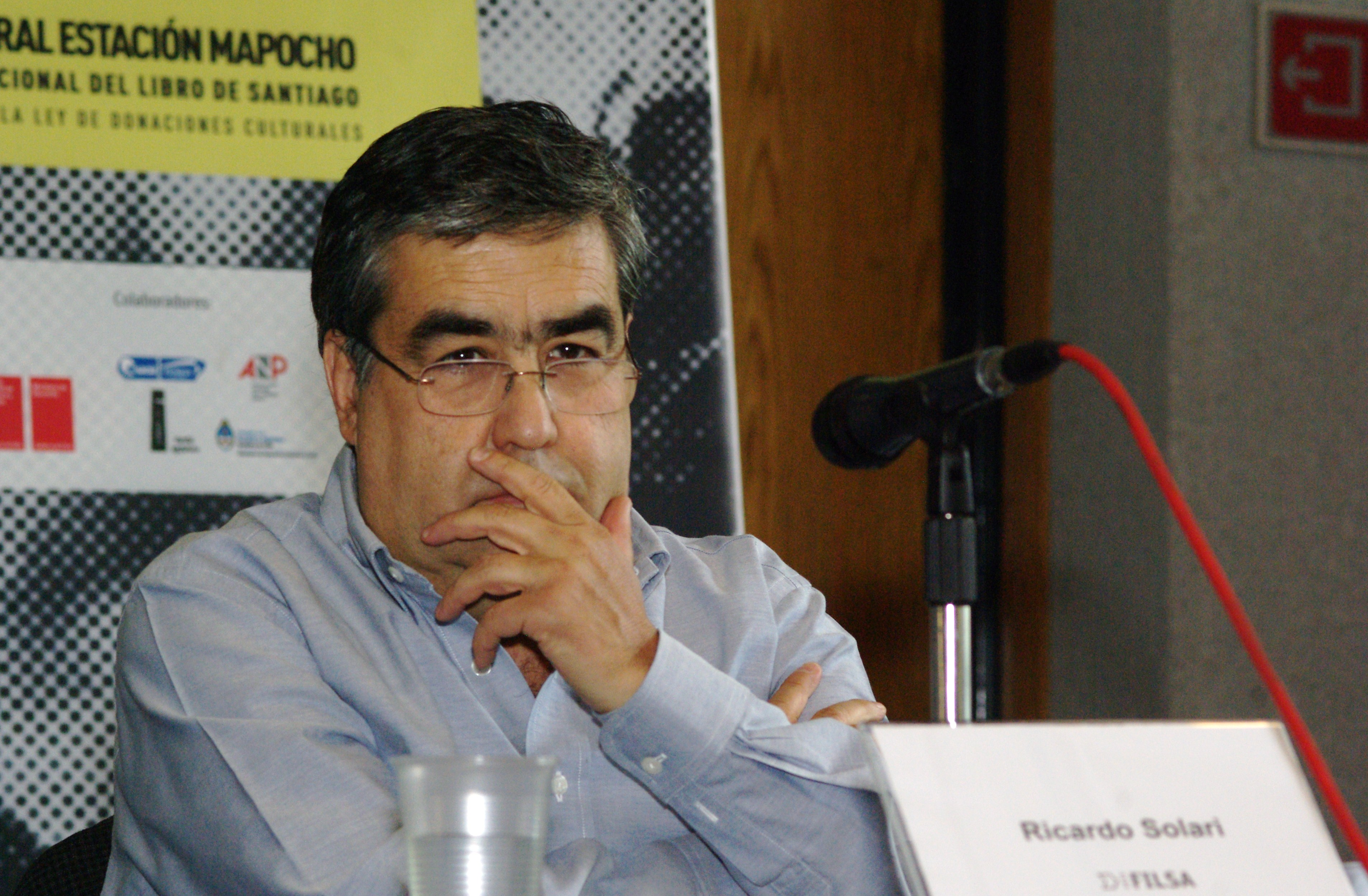
Solari en FILSA 2015.

A fines de 2008 fue designado nuevo jefe electoral del PS en su calidad de vicepresidente de la tienda.
En abril de 2010 fue convocado por el Gobierno del presidente Sebastián Piñera para integrar la comisión presidencial Mujer, Trabajo y Maternidad.
En lo sucesivo fue columnista estable de la revista Capital y del diario La Segunda. Además, ha colaborado con el Centro de Estudios Públicos (CEP), y se ha desempeñado como consultor de CEPAL y el Banco Interamericano de Desarrollo (BID) en temas de políticas públicas.
En 2014, en el marco del segundo Gobierno de Bachelet, fue nombrado presidente del directorio de Televisión Nacional de Chile.